# Sierra Vista Southeast
Sierra Vista Southeast est une census-designated place du comté de Cochise, dans l'État de l'Arizona, aux États-Unis. En 2020, elle compte une population de 14 428 habitants.